# Papuadytes interruptus
Papuadytes interruptus là một loài bọ cánh cứng trong họ Bọ nước. Loài này được Perroud & Montrouzier miêu tả khoa học năm 1864.